# Tiến sĩ Heinz Doofenshmirtz
Tiến sĩ Heinz Doofenshmirtz là một nhân vật phản diện trong series phim hoạt hình Phineas and Ferb. Hắn là một tiến sĩ điên khùng chuyên có những phát minh độc ác để độc chiếm toàn bộ vùng Ba Bang (Tri-State area). Hắn có một tuổi thơ rất u ám vì không được chiều chuộng như bao cô bé, cậu bé khác: hoặc bị chê cười, hoặc bị đóng giả làm thần lùn giữ vườn, vì thế mà hắn có động cơ để thực hiện những tội ác điên khùng đó. Tuy nhiên hắn luôn bị Perry (thú mỏ vịt của Phineas và Ferb, cũng là đặc vụ bí ẩn Agent P) đánh bại, mặc dù đã chuẩn bị sẵn rất nhiều bẫy để bắt. Ngoài ra, Doofenshmirtz còn là một người cha rất tình cảm, nhưng lại là một ông chồng không tốt khiến cho 2 vợ chồng hắn phải li thân. Hắn luôn tự hào khoe với con gái Vanessa của mình về những phát minh tội lỗi ngớ ngẩn của hắn, tổ chức sinh nhật cho cô bé và thậm chí còn tìm kiếm con búp bê hàng hiếm cho cô nữa, nhưng chưa bao giờ hắn làm đúng, duy nhất có một lần, nhờ sự giúp đỡ của Perry, hắn trở thành một DJ thực thụ trước mặt bạn bè của cô. Rất nhiều lần, cô bé Vanessa mê nhạc Rock này đã kể với mẹ mình về các phát minh của bố. Tuy nhiên, tất cả những phát minh của hắn không bao giờ được vợ hắn biết đến, vì chúng luôn bị biến mất do Perry ngăn chặn. Với hắn, Perry là một đối thủ, nhưng hắn rất buồn nếu không được chiến đấu với Perry mỗi ngày dù hắn luôn thất bại. Điều đó đã quá quen với cuộc sống của hắn. Không chỉ là đối thủ, có những lúc, họ giúp đỡ nhau: Perry giúp Doofenshmirtz trở thành DJ, để con gái được hãnh diện, Doofenshmirtz cho Perry mượn người máy Norm,... Hắn là một nhân tố quan trọng trong các tình huống hài hước của phim và các tình huống biến mất của các phát minh do 2 anh em Phineas and Ferb tạo ra.

## Vai trò trong Milo's Murphy Law
Tiến sĩ Doofenshmirtz xuất hiện với vai trò khách mời trong phần kết thúc của phần cuối của mùa cuối cùng của Milo Murphy's Law, và trở thành một nhân vật thường xuyên trong suốt mùa thứ hai. Trong tập phim "Phineas và Ferb Effect", hắn và các nhân vật khác có nhiệm vụ ngăn chặn Pistachions. Sau khi tất cả trở lại bình thường, định luật Murphy khiến tòa nhà của Doofenshmirtz sụp đổ, khiến Doofenshmirtz phải sống trong nhà kho trong khu vườn của nhà Murphys kể từ đó.
Bỏ lại những ngày tháng xấu xa của mình, hắn thường cố gắng trở thành một chàng trai tốt, nhưng thường gây rắc rối, chủ yếu là với những cỗ máy của mình. Sau "Sick Day", khi anh phát hiện ra rằng O.W.C.A.  trả tiền cho Perry để trông chừng hắn, Doofenshmirtz cảm thấy bị tổn thương, thỉnh thoảng nói rằng hắn tức giận với Perry và mất mối quan hệ với Perry, sau đó, anh ta tìm kiếm một người bạn phiêu lưu mới, gắn bó với Dakota trong "Look At This Ship" sau khi anh ta mất đi người bạn đồng hành của mình Cavendish, và cùng nhau điều tra sự biến mất của Cavendish kể từ đó.